# آآ پالاس
آآ پالاس (نام علمی: Aa paleacea) نام یک گونه از سرده آآ است.